# Estigmene ceylonensis
Estigmene ceylonensis là một loài bướm đêm thuộc phân họ Arctiinae, họ Erebidae.